# Ряппо Ян Петрович
Ян Петро́вич Ря́ппо (11 квітня 1880, Верроський повіт, тепер повіт Вирумаа, Естонія — 14 квітня 1958, Київ) — радянський діяч і педагог, співтворець системи народної освіти УРСР, народний комісар легкої промисловості УСРР. Член Центральної Контрольної Комісії КП(б)У в 1930—1934 роках.

## Біографія

Меморіальна дошка Яну Ряппо на фасаді Харківського національного педагогічного університету імені Григорія Сковороди

Народився 30 березня (11 квітня) 1880 року. У 1899—1904 роках працював у Санкт-Петербурзі на заводі Вестінгауза, брав участь в революційному русі.
1909 року закінчив історико-філологічний і східних мов факультети Петербурзького університету, працював викладачем в Естонії і Санкт-Петербурзі.
Учасник Першої світової війни, прапорщик російської імператорської армії.
Член партії РСДРП (меншовиків-інтернаціоналістів) з 1917 року.
З 1917 на керівній радянській роботі в Українській СРР.
У березні — листопаді 1917 року — голова виконавчого комітету Миколаївської Ради робітничих і військових депутатів. У листопаді 1917 — березні 1918 року — начальник військово-революційного штабу Миколаївської Ради, заступник голови Миколаївської Ради і виконкому, комісар народної освіти.
У 1918—1919 роках — на підпільній роботі в Катеринославі, Миколаєві, Одесі, Проскурові, був начальником підпільного штабу робітничих батальйонів міста Миколаєва. Військовий комісар Миколаєва (травень—серпень 1919). Був членом Ради Оборони і виконувачем обов'язків начальника штабу 58-ї стрілецької дивізії. Учасник громадянської війни в Україні.
Член РКП(б) з 1920 року.
У 1920 році — Одеський губернський військовий комісар; завідувач Одеського губернського відділу народної освіти.
У 1921—1928 роках — 2-й заступник народного комісара освіти Української СРР і одночасно (1922—1927) головний редактор педагогічного журналу «Шлях освіти—Путь просвещения».
Окремої уваги заслуговує внесок Яна Ряппо у створення Українського науково-дослідного інституту педагогіки. На першій виїзній сесії в м. Києві 25 січня 1926 р. Державний науково-методологічний комітет Наркомосу, очолюваний Яном Ряппо, разом із пленумом Управління науки розглянув питання про організацію цього наукового закладу як єдиного науково-педагогічного центру, що на науковій основі мав вирішувати тогочасні педагогічні проблеми. Вже 2 квітня 1926 р. Держнаукметодком ухвалив постанову про створення УНДІПу. Після організаційного оформлення УНДІПу Я. П. Ряппо очолив у ньому секцію системи освіти (1926–1928). Українську радянську систему освіти, опрацьовану Григорієм Гриньком, Ряппо дещо доповнив, зокрема у ділянці професійної освіти, і захищав її, як систему переходового періоду.
З жовтня 1929 року очолював комітет УСРР по винахідництву.
На 1930 рік — член Колегії Народного комісаріату Робітничо-селянської інспекції (РСІ) УСРР, керівник групи промисловості та праці ЦКК КП(б)У—РСІ УСРР.
5 лютого 1932 — 17 лютого 1934 року — народний комісар легкої промисловості Української СРР.
Потім перебував на керівній роботі в Києві, Уфі та Москві.
До 1948 року — директор центрального науково-методичного кабінету заочного навчання Міністерства освіти Української РСР.
Потім — на пенсії.

## Основні праці
«Реформа высшей школы на Украине в годы революции 1920-24» (1925), «Система народної освіти в Україні» (1926), «Проблема профессионализма и политехнизма в советской школьной системе» (1929) і інші

## Нагороди
- орден «Знак Пошани» (23.01.1948)